# Afera hazardowa

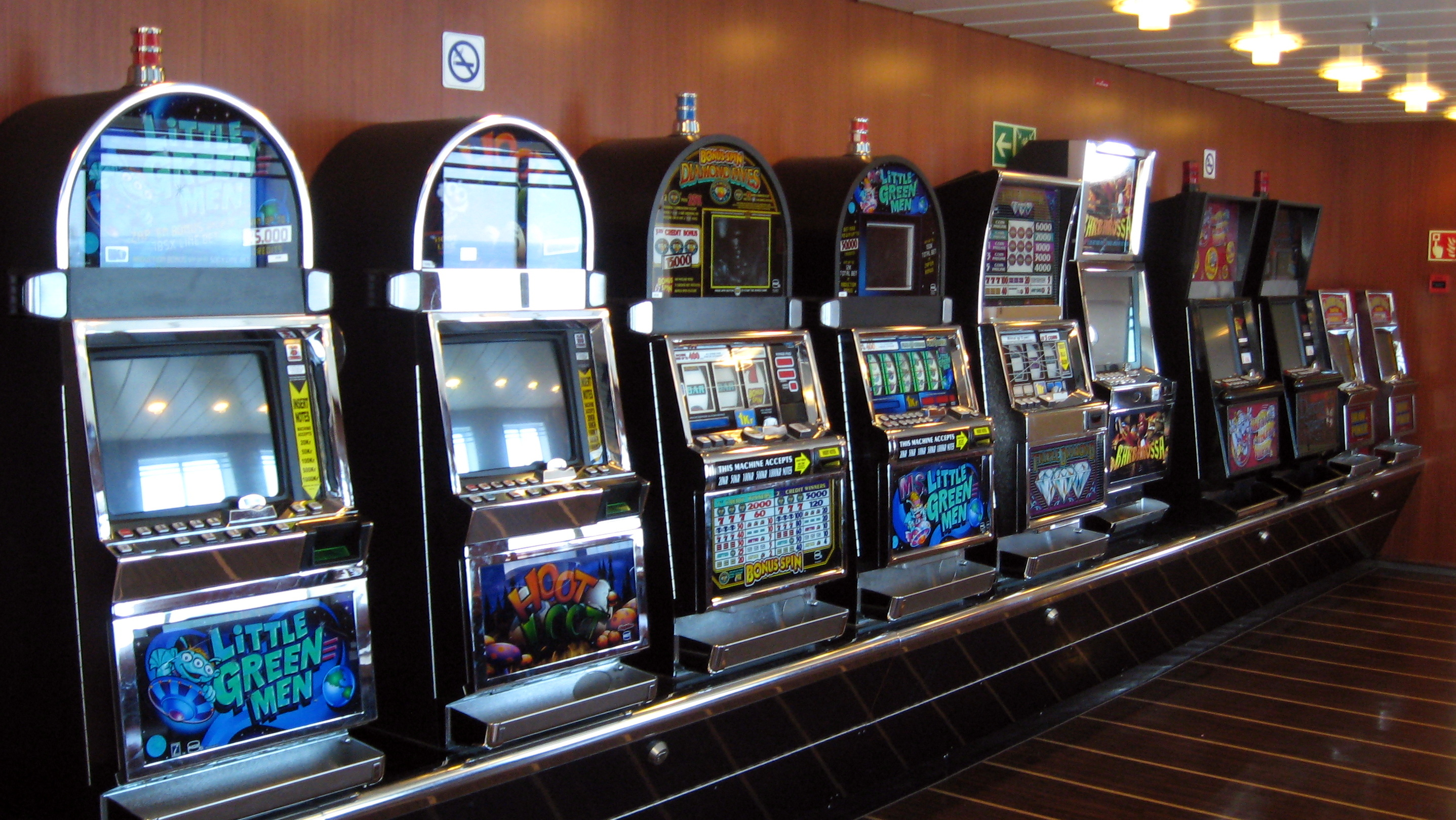
Automaty o niskich wygranych

Afera hazardowa – wydarzenia związane z ujawnieniem lobbingu politycznego w trakcie prac nad nowelizacją ustawy (VI kadencja Sejmu RP) z dnia 29 lipca 1992 r. o grach i zakładach wzajemnych. Aferę ujawniono 1 października 2009 po opublikowaniu przez „Rzeczpospolitą” artykułu Cezarego Gmyza oraz Grażyny Zawadki i zawartych w nim stenogramów nagrań rozmów szefa klubu parlamentarnego Platformy Obywatelskiej Zbigniewa Chlebowskiego z biznesmenem z branży hazardowej Ryszardem Sobiesiakiem, które prawdopodobnie zostały uzyskane z Centralnego Biura Antykorupcyjnego. W rozmowach uczestniczyli też m.in. lobbysta Jan Kosek i znajomi Chlebowskiego, pośredniczący w umawianiu spotkań. Według stenogramów Sobiesiak twierdził, że w tej sprawie rozmawiał również z ministrem sportu i turystyki Mirosławem Drzewieckim. 7 kwietnia 2011 roku zostało wydane i podpisane postanowienie o umorzeniu śledztwa w sprawie afery hazardowej.

## Przedmiot afery
Rozmowy dotyczyły projektowanego art. 47a ust. 2 ustawy, który wprowadzał do 31 grudnia 2015 m.in. 10% dopłaty na cele sportowe dla kasyn, salonów gier i automatów o niskich wygranych. Dopłata miała być w części przeznaczona na budowę Narodowego Centrum Sportu. CBA złożyło doniesienie do prokuratora generalnego w sprawie „zagrożenia interesu ekonomicznego Państwa w związku z przygotowywaniem projektu ustawy o zmianie ustawy o grach i zakładach wzajemnych”, prognozując ewentualne straty budżetu państwa z tytułu nieobjęcia automatów o niskich wygranych dopłatą, na 469 mln zł. 2 października na stronach Kancelarii Prezesa Rady Ministrów opublikowano kalendarium prac Prezesa Rady Ministrów w związku z informacjami o nieprawidłowościach związanych z rządowymi pracami nad projektem zmian ustawy o grach losowych i zakładach wzajemnych.

## Skutki polityczne afery

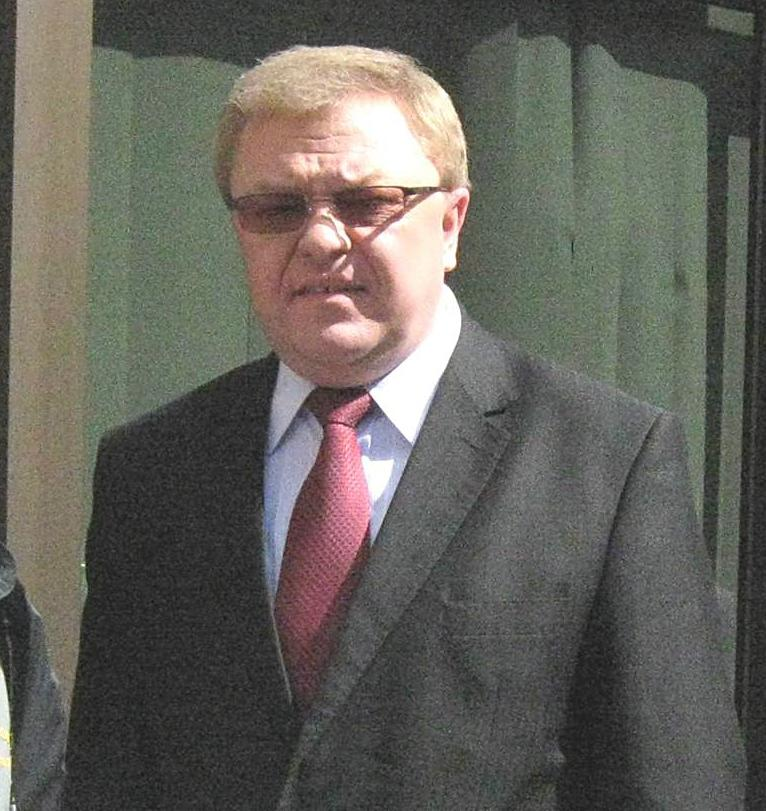
Zbigniew Chlebowski

W związku z publikacją prasową 1 października 2009 Zbigniew Chlebowski został zawieszony w pełnieniu funkcji przewodniczącego klubu parlamentarnego, a 5 października Mirosław Drzewiecki podał się do dymisji.
7 października 2009 w związku z aferą hazardową do dyspozycji premiera oddali się:
- wicepremier, minister spraw wewnętrznych i administracji Grzegorz Schetyna,
- minister sprawiedliwości Andrzej Czuma,
- sekretarz stanu w Ministerstwie Gospodarki Adam Szejnfeld,
- rzecznik prasowy rządu Paweł Graś[11],
- sekretarz stanu w KPRM Rafał Grupiński,
- sekretarz stanu w KPRM Sławomir Nowak.

Premier Donald Tusk odwołał również ze stanowiska szefa CBA Mariusza Kamińskiego. Skutkiem afery było również uchwalenie w przyspieszonym tempie ustawy hazardowej.

## Komisja śledcza
4 listopada 2009 Sejm RP przyjął głosami 424 posłów wniosek o powołanie Komisji Śledczej do zbadania sprawy przebiegu procesu legislacyjnego ustaw nowelizujących ustawę z dnia 29 lipca 1992 r. o grach i zakładach wzajemnych i wydanych na ich podstawie przepisów wykonawczych w zakresie dotyczącym gier na automatach o niskich wygranych i wideoloterii oraz do zbadania legalności działania organów administracji rządowej badających ten proces.
W skład komisji weszli:
- Mirosław Sekuła – Platforma Obywatelska (przewodniczący komisji)
- Bartosz Arłukowicz – Lewica (wiceprzewodniczący komisji)
- Beata Kempa – Prawo i Sprawiedliwość (sekretarz komisji)
- Sławomir Neumann – Platforma Obywatelska (skarbnik komisji)
- Franciszek Stefaniuk – Polskie Stronnictwo Ludowe
- Jarosław Urbaniak – Platforma Obywatelska
- Zbigniew Wassermann – Prawo i Sprawiedliwość

4 grudnia 2009 z prac komisji wyłączeni zostali Beata Kempa oraz Zbigniew Wassermann, jednak po czasie zostali przywróceni.
Andrzej Dera został powołany do komisji 7 maja 2010 na miejsce zmarłego w katastrofie lotniczej w Smoleńsku Zbigniewa Wassermanna.
Opublikowany w lipcu 2010 raport Julii Pitery zdecydowanie negatywnie ocenił sposób prowadzenia prac nad ustawą przez zaangażowane w nią ministerstwa i wykazał po stronie ministerstw biorących udział w pracy nad ustawą zarówno szereg naruszeń przepisów Regulaminu pracy Rady Ministrów, jak i działań nierzetelnych i niecelowych. Pomimo że nie udało się udowodnić celowego zaciemniania procesu legislacji, w opinii autorów proces legislacyjny był spowolniony i nieprzejrzysty.
Komisja zakończyła działalność w październiku 2010.